# Goodnight Lovers
«Goodnight Lovers» és el trenta-novè senzill de la banda britànica Depeche Mode, i el quart i últim de l'àlbum Exciter. Fou llançat l'11 de febrer de 2002 exclusivament a Europa, ni tan sols va xafar els Estats Units.

## Informació
La seva selecció com a senzill fou força sorprenent, ja que fins i tot era rara la seva inclusió en l'àlbum per la seva sonoritat poc agressiva. Composta per Martin Gore, la cançó sona a balada/cançó de bressol per als amants de l'estil electrònic. És un dels temes més emocionals de tota la trajectòria de Depeche Mode. Mentre que el públic s'esperava una cançó de tipus alternatiu per a concloure la promoció de l'àlbum Exciter, ells van escollir aquesta per ser una peça totalment atípica. La lletra parla de l'amor verdader, com es compromet una part de la humanitat, una part del cor, i al mateix temps és una declaració d'amor a qui no és correspost per aquesta passió. La musicalització és totalment minimalista, basada bàsicament en un efecte sintètic sostingut a mig temps, l'acompanyament coral de Gore i Andrew Fletcher per donar una qualitat emotiva, i una base electrònica.
El senzill es va publicar en format de CD, i en alguns països també en vinil de 12". No va entrar en la llista britànica de senzills perquè no complia amb les normes per a ser admès; el senzill conté tres cançons més que la d'un senzill normal, una més del que està permès.
La cara-B són remescles de «When the Body Speaks», «The Dead of Night» i «Goodnight Lovers». La versió acústica de la cançó es diferencia per la manca original de tambors (són violí, violoncel, contrabaix, guitarra elèctrica, teclats i veu).
El videoclip de la cançó fou dirigit per John Hillcoat, que ja havia dirigit els videoclips dels altres senzills del mateix àlbum, «Freelove» i «I Feel Loved». Fou filmat a Alemanya poc després de finalitzar la gira Exciter Tour a Mannheim. No ha estat inclòs en cap compilació de vídeos de la banda.

## Llista de cançons
12"/CD: Mute/12Bong33 (Europa) i Mute/CDBong33 (Regne Unit)
1. "Goodnight Lovers" − 3:48
2. "When The Body Speaks" (versió acústica) − 6:00
3. "The Dead Of Night" (Electronicat Remix) − 7:38
4. "Goodnight Lovers" (isan Falling Leaf Mix) − 5:53

- Totes les cançons són compostes per Martin Gore.